# Parti des travailleurs (Brésil)
Pour les articles homonymes, voir Parti des travailleurs.
Le Parti des travailleurs (en portugais : Partido dos Trabalhadores, abrégé en PT) est un parti politique brésilien de gauche au centre gauche. Fondé en 1980, il émerge dans la lutte pour la redémocratisation du Brésil contre la dictature militaire.
Du parti sont issus deux présidents de la République, Luiz Inácio Lula da Silva de 2003 à 2011 et depuis 2023, ainsi que Dilma Rousseff de 2011 à 2016.

## Historique

### Lancement
Le PT a été fondé le 10 février 1980, lorsque se réunirent les représentants de 17 États du Brésil au Collège de Sion, dans la ville de São Paulo. Le Manifeste de Fondation du PT était lancé, signé par 101 délégués de tout le pays.
Depuis la fin de 1978, syndicalistes, intellectuels, dirigeants de mouvements populaires, étudiants, discutaient de la nécessité de créer au Brésil un nouveau parti, indépendant et socialiste. Seuls deux partis existaient à cette époque, créés par la dictature : l'Alliance rénovatrice nationale, parti conservateur soutenant le régime militaire, et le Mouvement démocratique brésilien unique parti d'opposition autorisé par le pouvoir militaire.
Le PT est né de la dure et sanglante résistance pour la fin de la dictature militaire, dans le processus de la campagne pour la libération des prisonniers politiques et dans l’ambiance des grèves dures de la région de São Paulo.
Luis Inácio Lula da Silva, dirigeant des métallurgistes en grève de la région de São Paulo, en 1978, président du pays de 2003 à 2011, et Olívio Dutra, responsable du syndicat des employés de banque à l’époque et ancien Gouverneur de l’État du Rio Grande do Sul, ont été les deux principaux initiateurs du mouvement.

### Au pouvoir
L’arrivée au pouvoir de Lula, en 2003, s’inscrit dans un certain basculement à gauche qui s'opérait sur une partie du continent sud-américain, notamment en Argentine et au Venezuela. Le PT affichait sa volonté de rupture avec des décennies de difficultés sociales et de corruption.
Après deux mandats présidentiels de Lula, Dilma Rousseff est élue présidente en 2010. Elle est réélue en 2014, et voit rapidement sa popularité chuter. Elle est destituée en 2016.

### Dans l'opposition
Lors des élections générales de 2018, le PT subit un revers historique. S'il parvient à rester la première force politique au Parlement en termes d’élus malgré une forte baisse, il est devancé en nombre de voix par le Parti social-libéral (extrême droite) de Jair Bolsonaro. En particulier, l’ancienne présidente Dilma Rousseff est battue aux élections sénatoriales dans son État natal du Minas Gerais, n’arrivant qu’en quatrième position,. À l’élection présidentielle, Fernando Haddad est largement devancé par Jair Bolsonaro.
La popularité du PT s'est émoussée surtout à partir des années 2010. Auprès du patronat d'abord : « la base syndicale du PT a dès le début inquiété les secteurs entrepreneuriaux habitués à la répression du régime militaire », estime Ricardo Musse, professeur de sociologie à l’université de São Paulo (USP). S’y ajoute un sentiment de « frustration relative » qui se diffuse dans les classes moyennes. « L’image du PT comme une possibilité de transformation de la société s’épuise. Le modèle conciliant du « lulisme » n’a pas modifié la concentration des rentes. Les plus pauvres sont un peu moins pauvres, mais les riches beaucoup plus riches », souligne Vladimir Safatle, professeur de philosophie à l’USP.

## Présidents du parti
- Luiz Inácio Lula da Silva : 1980-1994
- Rui Falcão (en) : 1994
- José Dirceu : 1995-2002
- José Genoíno (en) : 2002-2005
- Tarso Genro : 2005
- Ricardo Berzoini : 2005-2006
- Marco Aurélio Garcia : 2006-2007 (intérim)
- Ricardo Berzoini : 2007-2010
- José Eduardo Dutra (en) : 2010-2011
- Rui Falcão : 2011-2017
- Gleisi Hoffmann : 2017-2025
- Humberto Costa : depuis 2025 (intérim)

## Affaires
Plusieurs personnalités du PT sont mêlées à des affaires de corruption sous les mandats du président Lula (scandale des mensualités, qui aboutit à la condamnation, par exemple, de José Dirceu, le plus haut membre du gouvernement), et sous son successeur Dilma Rousseff, impliquant Lula lui-même.
La lutte contre la corruption a fait l'objet d'une instrumentalisation à des fins politiques par les médias et des magistrats. Des universitaires ont calculé que 95 % des articles traitant de la corruption à la veille des élections présidentielles de 2010 et de 2014 concernaient le Parti des travailleurs. Le Comité des droits de l'homme de l'ONU conclut en 2022 que l'enquête ayant conduit Lula en prison en 2016, alors qu'il était en tête des sondages pour l'élection présidentielle de 2018, n’a pas respecté ses droits. L’enquête Lava Jato est désormais considérée comme « le plus grand scandale judiciaire de l’histoire du Brésil ». Des enquêtes ont démontré comment les procédures furent entachées de nombreuses irrégularités et de confusions, révélé des messages compromettants échangés entre les procureurs et le juge Moro en dehors de tout cadre légal, et souligné les motivations politiques de magistrats qui ont instrumentalisé l’enquête afin de neutraliser le Parti des travailleurs.

## Résultats électoraux

### Élections présidentielles
| Année | Candidat                  | 1er tour   | 1er tour | 1er tour | 2d tour    | 2d tour | 2d tour | Issue |
| Année | Candidat                  | Voix       | %        | Rang     | Voix       | %       | Rang    | Issue |
| ----- | ------------------------- | ---------- | -------- | -------- | ---------- | ------- | ------- | ----- |
| 1989  | Luiz Inácio Lula da Silva | 11 622 673 | 17,18    | 2e       | 31 076 364 | 46,97   | 2e      | Battu |
| 1994  | Luiz Inácio Lula da Silva | 17 122 127 | 27,07    | 2e       |            |         |         | Battu |
| 1998  | Luiz Inácio Lula da Silva | 21 475 218 | 31,71    | 2e       | Battu      |         |         |       |
| 2002  | Luiz Inácio Lula da Silva | 39 455 233 | 46,44    | 1er      | 52 793 364 | 61,27   | 1er     | Élu   |
| 2006  | Luiz Inácio Lula da Silva | 46 662 365 | 48,61    | 1er      | 58 295 042 | 60,83   | 1er     | Élu   |
| 2010  | Dilma Rousseff            | 47 651 434 | 46,91    | 1er      | 55 752 529 | 56,05   | 1er     | Élue  |
| 2014  | Dilma Rousseff            | 43 267 668 | 41,59    | 1er      | 54 501 118 | 51,64   | 1er     | Élue  |
| 2018  | Fernando Haddad           | 31 342 005 | 29,28    | 2e       | 47 040 906 | 44,87   | 2e      | Battu |
| 2022  | Luiz Inácio Lula da Silva | 57 259 504 | 48,43    | 1er      | 60 345 999 | 50,90   | 1er     | Élu   |

### Élections parlementaires
| Année | Chambre des députés | Chambre des députés | Chambre des députés | Chambre des députés | Sénat      | Sénat | Sénat   | Sénat            | Sénat         | Gouvernement                                   |
| Année | Voix                | %                   | Sièges              | +/-                 | Voix       | %     | Sièges  | Total des sièges | +/-           | Gouvernement                                   |
| ----- | ------------------- | ------------------- | ------------------- | ------------------- | ---------- | ----- | ------- | ---------------- | ------------- | ---------------------------------------------- |
| 1982  | 1 458 719           | 3,55                | 8 / 479             | 8                   | 1 538 786  | 3,66  | 0 / 25  | 0 / 69           | en stagnation | Opposition                                     |
| 1986  | 3 253 999           | 6,47                | 16 / 487            | 8                   |            |       | 0 / 49  | 0 / 75           | en stagnation | Opposition                                     |
| 1990  | 4 128 052           | 10,19               | 35 / 502            | 19                  |            |       | 1 / 31  | 1 / 81           | 1             | Opposition                                     |
| 1994  | 5 959 854           | 12,82               | 49 / 513            | 14                  | 13 198 319 | 13,93 | 4 / 54  | 5 / 81           | 4             | Opposition                                     |
| 1998  | 8 786 528           | 13,19               | 59 / 513            | 10                  | 11 392 662 | 18,42 | 3 / 27  | 7 / 81           | 2             | Opposition                                     |
| 2002  | 16 094 080          | 18,39               | 91 / 513            | 32                  | 32 739 665 | 22,03 | 10 / 54 | 14 / 81          | 7             | Lula I                                         |
| 2006  | 13 989 859          | 15,0                | 83 / 513            | 8                   | 16 222 159 | 19,2  | 2 / 27  | 11 / 81          | 3             | Lula II                                        |
| 2010  | 16 289 199          | 16,9                | 88 / 513            | 5                   | 39 410 141 | 23,1  | 11 / 45 | 14 / 81          | 3             | Rousseff I                                     |
| 2014  | 13 554 166          | 14,0                | 70 / 513            | 18                  | 15 155 818 | 17,0  | 2 / 27  | 12 / 81          | 2             | Rousseff II (2015-2016) Opposition (2016-2018) |
| 2018  | 10 126 611          | 10,30               | 56 / 513            | 14                  | 24 785 670 | 14,46 | 4 / 54  | 6 / 81           | 6             | Opposition                                     |
| 2022  | 15 354 125          | 13,93               | 68 / 513            | 12                  | 12 456 553 | 12,25 | 4 / 27  | 9 / 81           | 3             | Lula III                                       |

1. ↑  Total des sièges : sièges renouvelés cette année-là plus les sièges non renouvelés.
2. ↑  Au sein de la coalition Brésil de l'espoir